# Muzeum Poczty i Telekomunikacji we Wrocławiu
Muzeum Poczty i Telekomunikacji we Wrocławiu – jedyne w Polsce muzeum obok Muzeum Poczty Polskiej w Gdańsku gromadzące eksponaty dokumentujące historię poczty, telekomunikacji i telegrafii na ziemiach polskich. Mieści się we Wrocławiu, w zabytkowym budynku Poczty Głównej przy ul. Zygmunta Krasińskiego 1. Od 1988 r. jest członkiem ICOM (International Council of Museums) oraz IATM (International Associacion of Transport Museums).

## Historia
Muzeum utworzone 25 stycznia 1921 r. w Warszawie, mieściło się w stolicy do 1951 r. W 1956 r. przeniesione zostało do Wrocławia, gdzie znajduje się do dzisiaj. W latach 1979–2003 Muzeum posiadało oddział w Gdańsku (Muzeum Poczty Polskiej w Gdańsku). W latach 1921–1998 Muzeum Poczty i Telekomunikacji było placówką resortową podległą ministerstwu, zaś w wyniku reformy państwa oraz wprowadzenia 24 lipca 1998 r. „Ustawy o zmianie niektórych ustaw określających kompetencje organów administracji publicznej w związku z reformą ustrojową państwa” Muzeum zostało z dniem 1 stycznia 1999 r. podporządkowane Samorządowi Województwa Dolnośląskiego.
Kierujący muzeum (w latach 1921–1931 kierownik, w latach 1932–1951 kustosz, od 1956 dyrektor):
- Wacław Laskowski (1857–1932): 1921–1924
- Jan Więckowski (1874–1938): 1924–1931
- Włodzimierz Polański (1878–1944): 1931–1940, w latach 1931–1938 p.o. kustosza
- Adam Drabik: 26.03 – 20.09.1945
- Adolf Schöpp (1892–1970): 1945–1950
- Aleksander Śnieżko (1896–1975): 1956–1965
- Franciszek Jakubowski: 1965–1970
- Stefan Fijas (1920–2006): 1970–1981
- Jadwiga Bartków-Domagała (*1946): 1982–2016
- Agnieszka Miza (*1977): 2016–2021
- Agnieszka Dziedzic: od 2021

### Zbiory
Muzeum gromadzi interdyscyplinarne zbiory związane z przeszłością polskiej poczty. W kolekcjach muzealnych znajdują się dokumenty historyczne, znaczki pocztowe od pierwszej do ostatniej emisji, obrazy, portrety, sztychy, fotografie, medale, mapy pocztowe, transportowe, przemysłowe i ogólne, skrzynki pocztowe, szyldy stacji i urzędów pocztowych, utensylia pocztowe, mundury, sztandary, pieczęcie, telefony, telegrafy, sprzęt radiowy i pierwsze egzemplarze telewizyjne. W zbiorach znajdują się również dyliżanse pocztowe, a także bogata biblioteka fachowa. Dział poczty gromadzi eksponaty zarówno o charakterze użytkowym jak i artystycznym. Dwa pozostałe działy to: filatelistyczny (przedstawiający historię i rozwój edycji polskich i zagranicznych znaków) oraz telekomunikacyjny.
W muzeum utworzono pięć stałych wystaw:
- historia poczty polskiej,
- szyldy i skrzynki pocztowe,
- konne pojazdy pocztowe,
- telegraf i telefon,
- radio i telewizja.

## Galeria

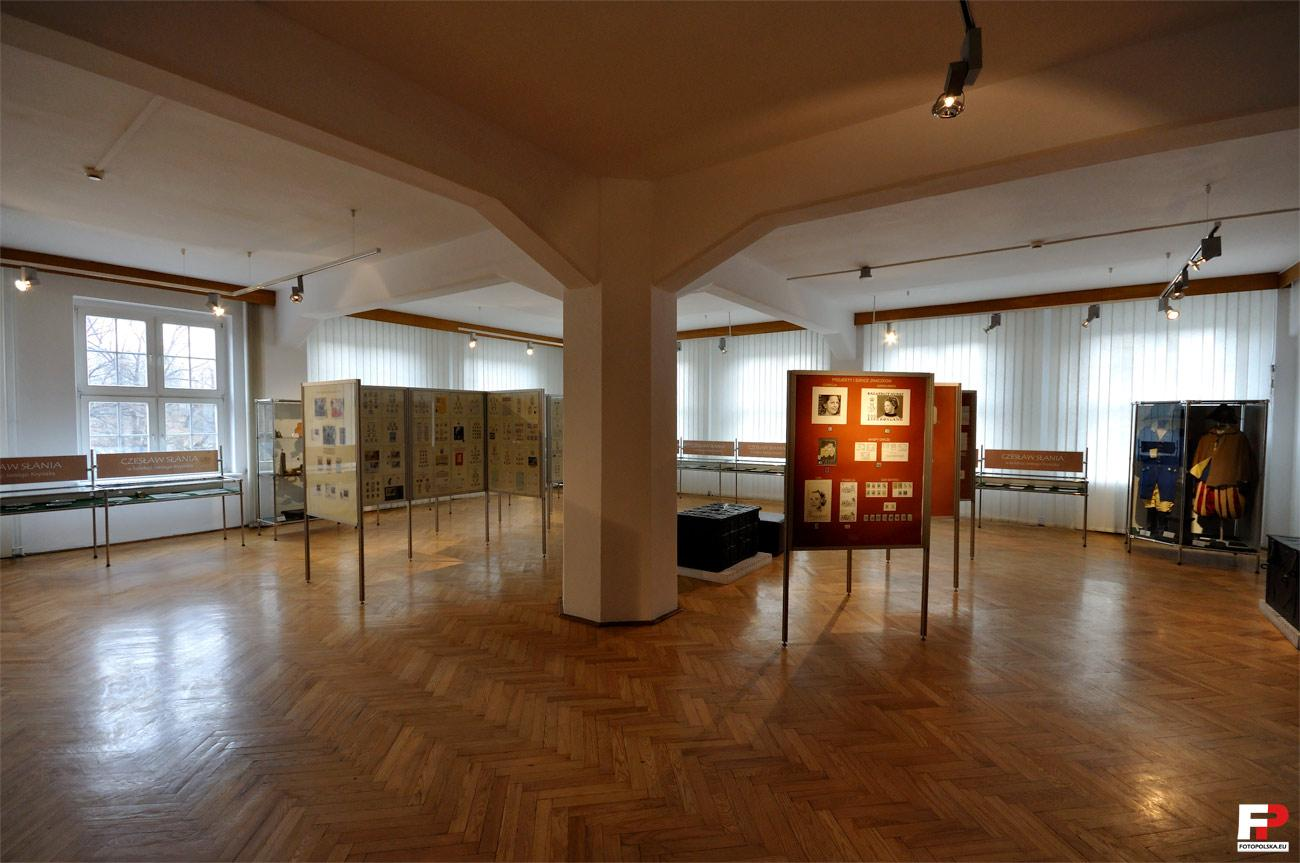
Wystawa znaczków pocztowych
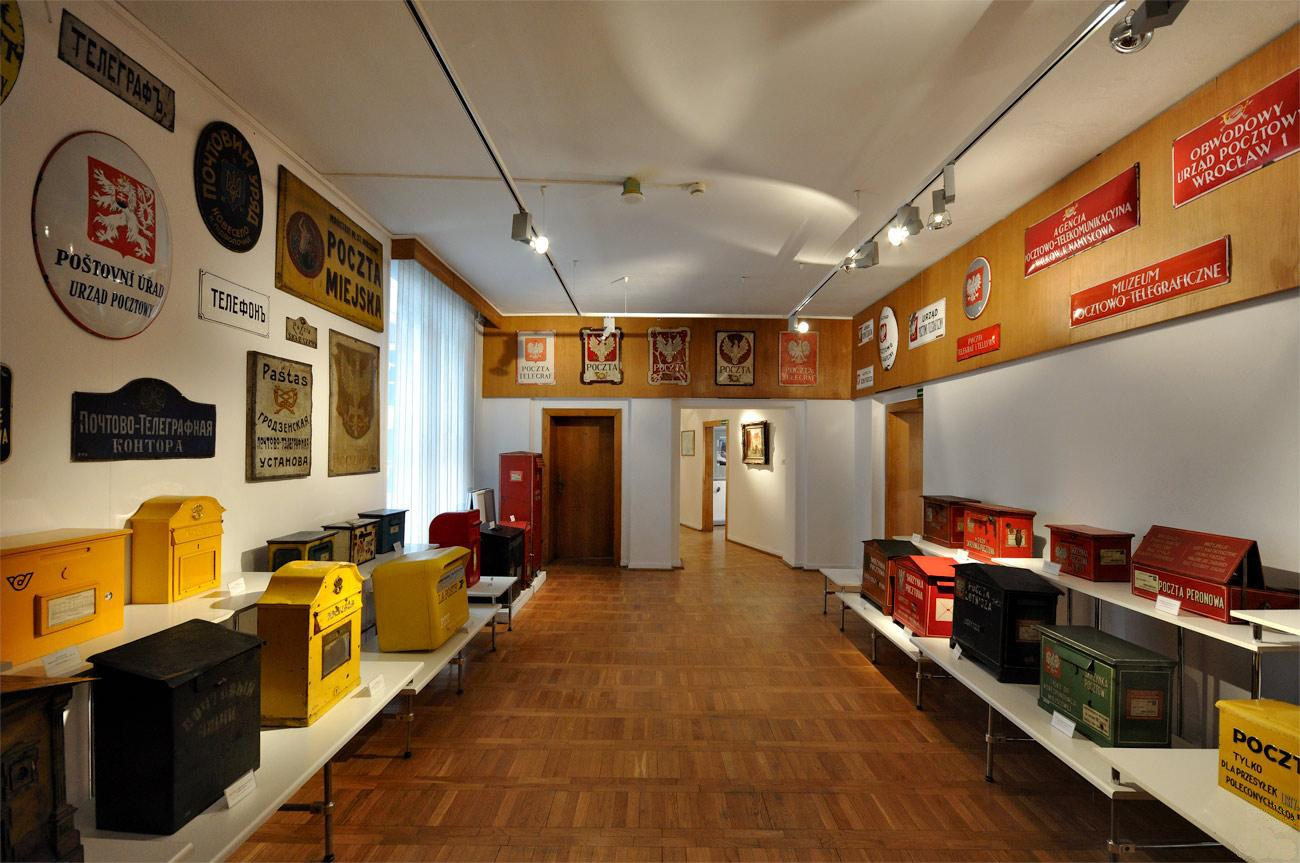
Wystawa starych skrzynek na listy oraz tabliczek z nazwą urzędu pocztowego
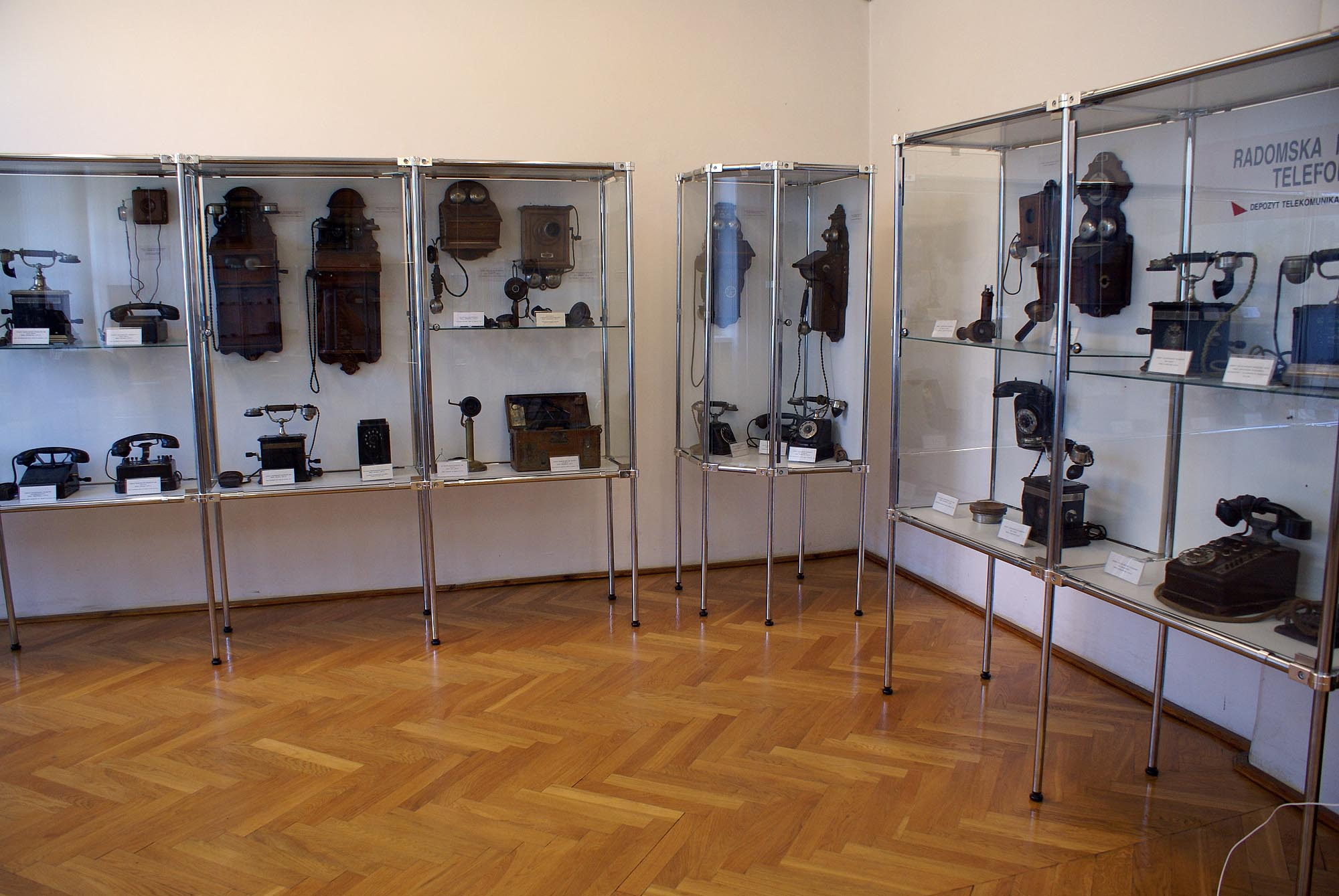
Wystawa starych aparatów telefonicznych
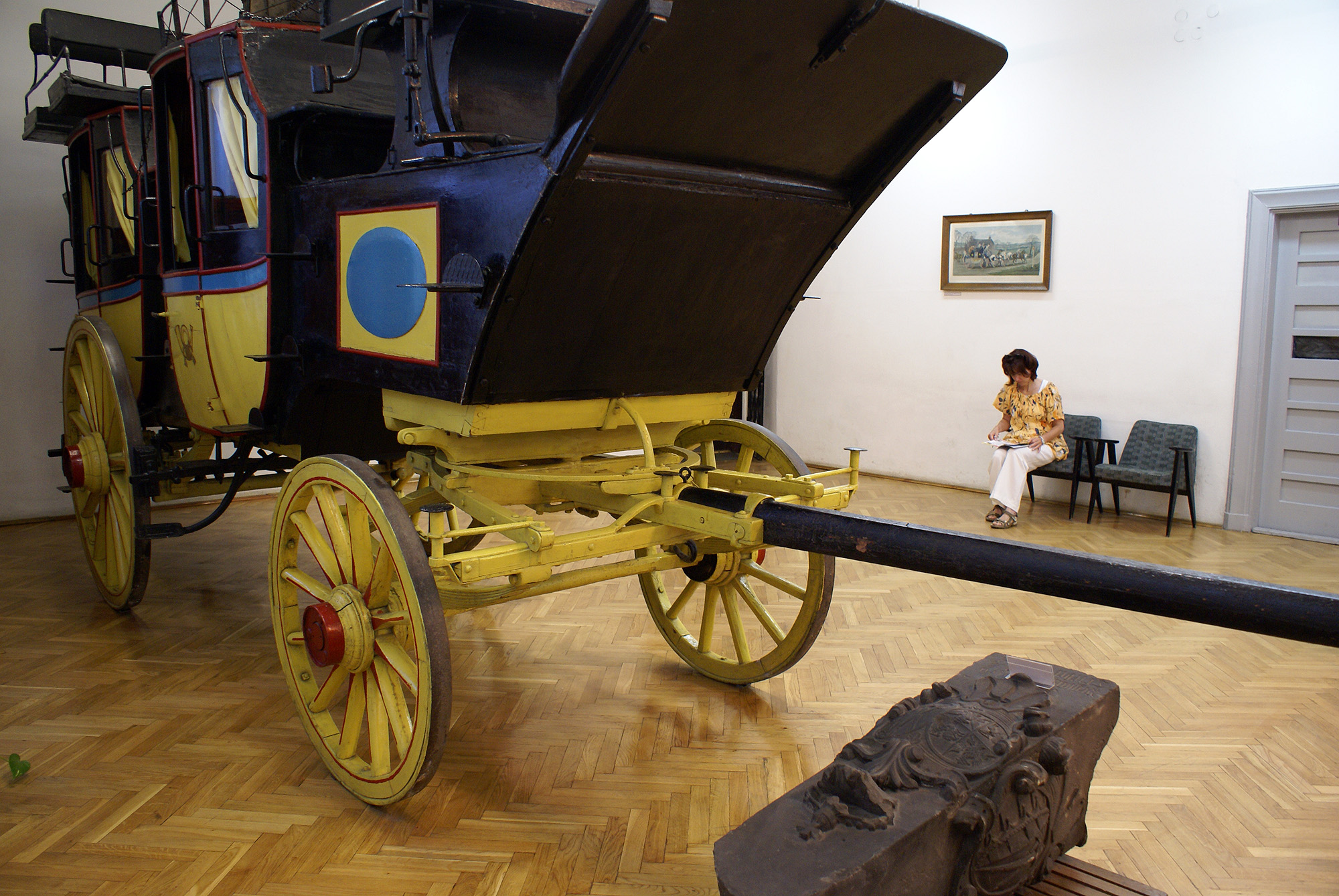
Pocztowóz